# Selang
Selang (nepalski: सेलाङ) – gaun wikas samiti w środkowej części Nepalu  w strefie Bagmati w dystrykcie Sindhupalchowk. Według nepalskiego spisu powszechnego z 2001 roku liczył on 500 gospodarstw domowych i 2779 mieszkańców (1358 kobiet i 1421 mężczyzn).